# スイスポート
スイスポートインターナショナル（Swissport）は、スイスのオプフィコンに本社を置く航空企業。日本法人は「スイスポートジャパン株式会社（Swissport Japan Ltd.）」である。グランドハンドリング分野では世界最大級の企業である。

## 歴史
1996年にスイス航空の子会社として設立された。その後のスイス航空の経営破綻を経て投資ファンド傘下となった。2015年に海南航空を傘下に持つ海航集団に買収されたが、海航集団が2019年に発生した新型コロナウイルス感染症の影響を受け2020年に経営破綻したため、現在では再び投資ファンドの傘下となっている。

## スイスポートジャパン
スイスポートの日本法人で、2006年10月に設立。本社は大阪府泉佐野市にある。事業内容は空港グランドハンドリング事業で、航空機の離着陸に伴う地上支援サービスを総合的に提供している。